# スズメウリ
スズメウリ（雀瓜、馬㼎児、学名: Neoachmandra japonica）は、ウリ科スズメウリ属のつる性1年草。原野や水辺などに生える雑草。
和名は、果実がカラスウリより小さいことからとか、果実をスズメの卵に見立てたことからとか言われる。

## 形態・生態
葉は三角形卵心形で、しばしば浅く3裂する。
花期は8月〜9月。雌雄同体。
果実は球形または卵形で、はじめ緑色だが、熟すと灰白色になる

## 分布
日本（本州（主に青森県津軽以南）、四国、九州）、韓国（済州島）に分布する。